# Singularitätssatz von Uhlenbeck
Der Singularitätssatz von Uhlenbeck ist im mathematischen Teilgebiet der Differentialgeometrie und insbesondere der Yang-Mills-Theorie eine Resultat über die Entfernung einer Singularität eines vierdimensionalen Yang-Mills-Feldes mit endlicher Energie mithilfe einer Eichung. Insbesondere folgt daraus, dass jedes Yang-Mills-Feld mit endlicher Energie auf dem flachen euklidischen Raum von einem Yang-Mills-Feld auf der Sphäre stammt, also dessen Einpunkt-Kompaktifizierung. Benannt ist der Satz nach Karen Uhlenbeck, die diesen im Jahr 1982 aufstellte. Im Jahr 2019 erhielt Karen Uhlenbeck unter anderem für ihre Beiträge zur Theorie partieller Differentialgleichungen und Eichtheorie als erste Frau den Abel-Preis. Der Singularitätssatz von Uhlenbeck wurde von Terence Tao und Gang Tian im Jahr 2002 auf höhere Dimensionen verallgemeinert.

## Aussage
Für die abgeschlossene Scheibe {\displaystyle B^{n}\setminus \{0\}:=\{x\in \mathbb {R} ^{n}|\|x\|\leq 1\}} und ein Vektorbündel {\displaystyle \eta \twoheadrightarrow B^{4}\setminus \{0\}} mit Strukturgruppe {\displaystyle G}, lässt sich für einen Yang-Mills-Zusammenhang {\displaystyle A\in \Omega ^{1}(B^{4}\setminus \{0\},\operatorname {Ad} (\eta ))} mit endlicher Energie:
{\displaystyle \int _{B^{4}}\|F_{A}\|^{2}\mathrm {d} \operatorname {vol} _{g}<\infty }
das Vektorbündel {\displaystyle \eta \twoheadrightarrow B^{4}\setminus \{0\}} auf ein glattes Vektorbündel {\displaystyle {\overline {\eta }}\twoheadrightarrow B^{4}} und der Yang-Mills-Zusammenhang {\displaystyle A\in \Omega ^{1}(B^{4}\setminus \{0\},\operatorname {Ad} (\eta ))} zu einem glatten Yang-Mills-Zusammenhang {\displaystyle {\overline {A}}\in \Omega ^{1}(B^{4},\operatorname {Ad} ({\overline {\eta }}))} erweitern.